# 味生村 (愛媛県)
味生村（みぶむら）は、かつて愛媛県温泉郡にあった村である。松山市と三津浜町との間に介在し、西は伊予灘に臨む。

## 地理

### 河川
- 宮前川

### 山岳
- 弁天山
- 岩子山

## 沿革
- 1889年（明治22年）12月15日 - 町村制施行により温泉郡北齋院村、別府村、南齋院村および山西村の一部の区域をもって成立。村名は、当村が属した味酒郷と垣生郷から取った「味」と「生」を合わせたものである[2]。
- 1940年（昭和15年）8月1日 - 松山市へ編入。同日味生村廃止。

## 人口
戸数・人口は1904年、619・3154。1921年、551・3667。

## 村政
村役場は大字別府に設置。
山西村出身の新田長次郎（新田帯革製造所代表社員）の話によると「山西は古くより村人が二派に分かれ常に村が円満に治まり難かったが、二派となることを奨励しつつあった人が先年何れも没してより以来山西は円満となり仲良く暮らしつつあることを聞き愉快に堪えなかった。5個の小字より成る味生村は其のうち1ヶ所の小字のため始終円満を欠くことがあった。」という。
村長、助役、収入役、村会議員は以下の通り。
村長
- 新田萬次郎[5] - 1869年生まれ[6]。新田幸八の三男[6]。村会議員、総代等に多年歴任し、当村の村長を2期間つとめた[6]。新田幸一は養子[6]。
- 新田幸一 - 1887年生まれ[7]。原籍は味生村大字山西[7]。松山農業学校出身[7]。農業を営む[7]。1930年2月、本村助役2ヶ年、1932年、村長拝命[7]。味生村大字山西区長、神社寺総代[7]。

助役
- 竹内政直[5]
- 一色才次郎 - 住所は味生村南齋院[6]。

収入役
- 関谷忠市[5]
- 五百木績 - 1893年生まれ[6]。住所は味生村別府[6]。

村会議員

| - 一色義房 - 一色熊太郎 - 岡田實太郎 - 1863年生まれで運送業を営み、高濱郵便局長である。住所は味生村山西。 - 鳥谷實太郎 - 能田萬次郎 | - 丸木福次郎 - 宮崎善三郎 - 宮崎富次郎 - 宮崎喜三次 - 森棟幾五郎 |

## 教育
- 新田中学校
- 味生尋常高等小学校

## 経済
農業
米、麦、繭の産あり。『大日本篤農家名鑑』によれば味生村の篤農家は、「五百木清五郎、五百木豊三郎、新田半蔵」などがいた。

## 交通

### 鉄道
- 伊予鉄道
  - 高浜線：山西駅[1]
- 松山電気軌道：三本柳停留場 - 山西停留場[9]

## 出身・ゆかりのある人物
- 新田長次郎（実業家、ニッタ創業者）
- 新田仲太郎（実業家）